# كارل موسر
كارل موسر (بالإنجليزية: Karl Moser)‏ (و. 1860 – 1936 م) هو مهندس معماري من سويسرا . ولد في بادن.
توفي في زيورخ.

## التعليم
تعلم في المعهد الفدرالي للتكنولوجيا بزورخ

## أعمال بارزة
من أهم أعماله:
- St. Paul's Church.